# 피와 뼈
《피와 뼈》(血と骨 치토호네[*])는 양석일의 소설이자 이를 원작으로 2004년에 개봉된 최양일 감독의 일본 영화이다.
영화는 2004년에 개봉됐으며, 기타노 다케시가 주연을 맡아 화제가 됐다. 키네마 준보 베스트 10 제2위, 각본상, 감독상, 남우주연상, 남우조연상(오다기리 조), 마이니치 영화 콩쿠르 작품상, 닛칸 스포츠 영화 대상 작품상을 수상했다. 제78회 아카데미상 일본 대표작으로 뽑혀 출품됐으나, 본선 후보 5작품에는 들지 못했다.

## 출연진
- 김준평(슌페이) - 기타노 다케시, 어린 시절: 이토 아쓰시
- 이영희 - 스즈키 교카
- 김정웅(마사오) - 아라이 히로후미
- 김화자(하나코) - 타바타 토모코
- 박 다케시 - 오다기리 조
- 고신의(노부요시) - 마쓰시게 유타카
- 구니무라 준
- 시오미 산세이
- 박희범 - 데라지마 스스무
- 야마나시 기요코 - 나카무라 유코
- 하마다 마리
- 요시오 - 기타무라 가즈키
- 장찬명 - 가시와바라 슈지

## 같이 보기
- 달은 어디에 떠 있는가: 양석일 원작, 최양일 감독 영화